# 태풍 와시 (2011년)
태풍 와시(태풍 번호: 1121, JTWC 지정 번호: 27W, 국제명:WASHI, 필리핀 기상청(PAGASA) 지정 이름: Sendong)는 2011년에 북서태평양에서 발생한 21번째 태풍으로, 필리핀에 극심한 피해를 남겼다. 특히 와시는 1993년의 제28호 태풍 '넬(NELL)'에 이어 18년 만에 12월 겨울철에 필리핀 남부 민다나오섬을 통과한 태풍으로 기록되었고 또한 12월에 민다나오섬 중부를 가로질러 통과한 태풍으로는 1972년 제30호 태풍 '테레스(THERESE)' 이후 29년만이었다. 태풍 와시는 약한 열대 폭풍의 세력을 유지했지만 지리적으로 태풍이 오기 힘든 지역에 상륙해 피해를 매우 키워 사망자는 2,546명으로 어마어마한 인명피해를 냈다. 한편 일본 기상청에서는 사후 분석을 통해 와시가 열대폭풍이 아닌 강한 열대폭풍의 세력이었음을 확인했다. 이후 2017년의 마지막 태풍 덴빈이 또 민다나오섬에 상륙해 큰 피해를 냈다.

## 태풍의 진행
12월 12일에 미국 합동태풍경보센터(JTWC)가 괌 남동쪽 약 945 km (587 mi) 해상에서 열대요란이 발생했다고 발표했다. 12월 13일에 이 열대요란이 급격하게 강력해지면서 열대저기압 발생 경고령을 내렸고 후에 JTWC가 이 열대저기압을 27W로 명명하고 주시하기 시작했다. 동시에 일본 기상청(JMA)에서도 열대저기압으로 승격시켰다. 12월 14일에 JTWC가 열대 폭풍으로 단계를 올리다가 다음날인 12월 15일에 다시 열대저기압으로 격하시켰다. 이 때부터 필리핀 기상청(PAGASA)에서 필리핀 기상청에서 관할구역에 진입한 태풍에 독자적으로 부여하는 이름을 'Sendong'으로 붙였다.
12월 15일에 팔라우를 지난 후, JTWC와 JMA가 다시 열대폭풍의 지위로 올린 후, 와시(WASHI)로 명명했다. 와시는 서쪽으로 이동하다가 12월 16일에 필리핀 민다나오섬 동쪽에 위치한 남수리가오주에 상륙했다. 민다나오섬을 가로로 통과한 와시는 약화되었으나 술루해로 진입하면서 다시 강해져 최성기를 맞이하였다. 12월 17일 늦게, 팔라완섬에 상륙한 후 빠져나와 남중국해에 다다랐다. 12월 18일에 필리핀 기상청 관할구역에서 이탈한 와시는 낮은 수온과 차고 건조한 북동풍에 의해 12월 19일, 열대 저기압으로 약해진 후에 소멸되었다.
태풍 와시(WASHI)는 일본에서 제출하였으며, 별자리 중 하나인 독수리자리를 의미한다.

## 피해
태풍 와시는 태풍이 거의 오지 않는 지역인 민다나오섬에 상륙해 많은 피해를 입혔다. 12월 16일에 이 섬에 10시간동안 폭우가 쏟아져 금세 섬 곳곳에서 홍수가 났다. 어떤 지역은 200 mm가 넘는 비가 와 강이 범람해 마을이 거의 잠긴 지역도 있었다. 수많은 사람들이 태풍에 제대로 대비하지도 못한 채 태풍이 상륙해 피해는 엄청나게 커졌다. 또한 태풍이 상륙한 때가 한밤중이어서 집에 있었던 사람들은 영문도 모른채 홍수와 산사태에 의해 매몰되거나 다른 지역으로 떠내려가 피해가 커진 주요한 이유가 되었다. 몇몇 마을에서 1시간만에 물이 3.3 m가 차올라 풍속 90 km/h (55 mph)에 달하는 바람 속과 엄청나게 차오른 물 때문에 대피소를 미쳐 찾지도 못했다. 북라나오주의 도시인 일리간의 시장은 도시의 역사 중 가장 심각한 홍수 피해였다고 말하였다. 가장 피해가 심한 지역에서 약 2,000명이 구조되었으나 실종자도 매우 많았다. 사람들은 한밤중부터 12월 17일 아침까지 피해가 어떤지 확실히 몰랐으나 아침에 홍수에 의해 마을 전체가 강이나 바다로 떠내려갔음을 알게되었다. 태풍 와시로 2,568명이 사망해 2011년에 발생한 모든 태풍, 허리케인과 사이클론이 남긴 피해로는 가장 컸다. 대한민국의 교민 1명도 숨진 것으로 파악되었다.

## 태풍의 소멸 후
12월 17일 아침부터 10만명을 동원한 대규모 구조활동을 펼치기 시작했다. 약 2만명의 군인들이 사람들을 대피시키고 건물과 마을 재건에 노력했다. 필리핀 해양경찰서에서는 마을이 바다로 떠내려가 바다에 떠있을 수 있는 사람들을 구조하기 위해 바다로 급파되었다.

## 제명
필리핀 기상청(PAGASA)에서는 필리핀에 남긴 극심한 피해로 인해 이름, 'Sendong'을 영구 제명시키기로 결정했다. 또한 2012년 2월에 아시아 태평양 경제 사회 위원회와 WMO 태풍 위원회 또한 이름인 '와시(WASHI)'를 열대 저기압 이름의 목록에서 제명한다고 선언하고 와시를 대체할 이름은 일본어로 비둘기를 가리키는 '하토(Hato)'를 쓰기로 하였다. 그러나 공교롭게도 사용된 하토가 제명되어 대신 '야마네코(YAMANEKO)'가 쓰이게 되었다고 한다.

## 같이 보기
- 2011년 태풍